# Chiesa dei Santi Bernardo e Dalmazzo
La chiesa dei Santi Bernardo e Dalmazzo, detta anche solo chiesa di San Bernardo, è la parrocchiale di Roaschia, in provincia di Cuneo e diocesi di Cuneo-Fossano; fa parte della zona pastorale delle Valli Gesso e Vermenagna.

## Storia
La prima citazione di una chiesa a Roaschia, dipendente dall'abbazia di Borgo San Dalmazzo e dedicata allora soltanto a san Dalmazzo, risale al 1246.
In un diploma imperiale datato 1041 si legge che la chiesa roaschiese faceva parte della diocesi di Asti, mentre dopo più di tre secoli, nel 1388, passò invece alla diocesi di Mondovì; nel frattempo, nel 1345 essa era stata menzionata con il titolo di pieve in un elenco fatto stilare dal vescovo Arnaldo de Roseto.
Grazie alla relazione della visita apostolica del 1583 di Girolamo Scarampi si conosce che l'edificio si componeva di un'unica navata, che il pavimento, in calce, era totalmente rovinato in diversi punti e che il tetto era costituito da tegole.
Nel 1659 il vescovo Michele Beggiamo rilevò che la chiesa era dotata di una reliquia di san Dalmazzo, donata da monsignor Carlo Ripa; in quel medesimo secolo la struttura fu rinnovata e trasformata con piantana croce greca.
Il 17 luglio 1817 la parrocchia roaschiese entrò a far parte della neo-costituita diocesi di Cuneo; tre anni dopo ricevette la visita del vescovo Amedeo Bruno di Samone.
All'inizio del XX secolo venne la chiesa fu ampliata, con la costruzione di un corpo annesso al presbiterio; i lavori furono portati a termine entro il 1905.

## Descrizione

### Esterno
La facciata a capanna della chiesa, rivolta a nordest, presenta centralmente il portale d'ingresso sormontato da un dipinto con soggetto San Dalmazzo ed è scandita da quattro lesene poggianti su un alto basamento e terminanti con capitelli dorici sopra i quali si imposta il timpano triangolare recante la scritta "A Dio mirabile e glorificato nei Santi Dalmazzo e Bernardo onore e lode da questo popolo".
Annesso alla parrocchiale è il campanile a base quadrata; la cella presenta una monofora per lato ed è coronata dalla copertura a cupola.

### Interno
L'interno dell'edificio si compone di un'unica navata voltata a botte, le cui pareti sono abbellite da decorazioni fitomorfe e scandite da lesene caratterizzate da capitelli d'ordine corinzio; al termine dell'aula si sviluppa il presbiterio, chiuso dal fondale piatto.